# Герб Жиганска
Исторический герб села Жиганск — административного центра Жиганского наслега и Жиганского национального эвенкийского района Республики Саха (Якутия)

## Описание герба
Описание герба: «В верхней части щита герб Иркутский. В нижней части, в голубом поле, два осетра, в знак того, что около сего города жители промышляют ловлею рыб».

## История герба
В 1783 году Жиганск был преобразован в уездный город Якутской области Иркутского наместничества.
Герб Жиганска был Высочайше утверждён 26 октября (6 ноября) 1790 года императрицей Екатериной II вместе с другими гербами городов Иркутского наместничества (ПСЗ, 1790, Закон № 16913)

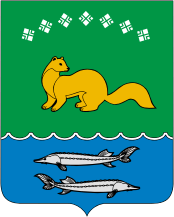
Герб Жиганского района (2005 год)

Подлинное описание герба Жиганска гласило:

« Въ нижней части, въ голубомъ полѣ, два осетра, въ знакъ того, что около сего города жители промышляютъ ловлею рыбъ».
В 1874 году, в период геральдической реформы Кёне, был разработан проект нового герба Жиганска (официально не утверждён):
«В лазоревом щите два серебряных осетра. В вольной части герб Иркутской губернии. Щит увенчан серебряной стенчатой короной и окружён золотыми колосьями, соединёнными Александровской лентой».

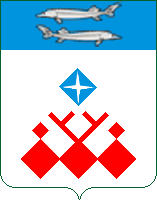
Герб Жиганского наслега (2008 год)

В 1991—1993 годах предприятием «Якуталмаз» была выпущена сувенирная серия значков с изображением геральдических символов городов и поселков Якутской области. Эмблемы имели одинаковую для всех знаков верхнюю часть — в голубом поле бегущий северный олень серебряного цвета между двух серебряных снежинок. Щит всех эмблем пересекает пояс красного цвета, в котором расположено название населённого пункта.
В нижней части эмблемы посёлка Жиганска было изображено: в лазоревом поле с укороченными шиповидными поясами и с якоревидной оконечностью два противонаправленных осетра один под другим; все фигуры серебряные.
На основе исторического герба Жиганска был создан герб муниципального образования «Жиганский район» Республики Саха (Якутия), утверждённый решением районного Собрания 14 сентября 2005 года. Герб Имеет следующее описание: 

«В зелёном поле золотой стоящий обернувшийся соболь; лазоревая выщерблено волнистая тонко окантованная серебром оконечность, обременённая двумя серебряными взаимообращенными осётрами. Во главе семь серебряных дугообразно расположенных якутских алмазов (фигуры в виде поставленных на угол квадратов, каждый из которых расторгнут на шесть частей: накрест и наподобие двух сходящихся по сторонам стропил)».— Решение Улусного Собрания муниципального образования «Жиганский улус (район)» № 112 от 14 сентября 2005 года о гербе района.
24 апреля 2008 года был утверждён герб Жиганского Эвенкийского национального наслега, в котором также присутствовали два осетра из герба Жиганска. Герб имел следующее описание:

«В серебряном поле с лазоревой главой, обременённой двумя разнонаправленными серебряными осетрами один над другим, повышенный лазоревый ромб, обременённый серебряной звездой о четырёх лучах, сопровождаемый внизу тремя червлёными треугольниками в пояс, средний из которых увенчан малым опрокинутым червлёным стропилом с раздвоенными концами, а крайние малыми червлёными ромбами».— Решение Жиганского наслежного Совета № 26 от 24 апреля 2008 года о гербе наслега.